# Museu do Vinho e Enoteca
O Museu do Vinho e Enoteca é um museu brasileiro fundado em 1928, localizado em Porto Alegre, no antigo prédio da Usina do Gasômetro.
No museu podem ser encontradas cerca de 250 variedades de vinhos produzidos por 32 vinícolas do Rio Grande do Sul, com orientação descritiva dos produtos.
A enoteca é a única do Brasil, com padrão internacional comparável às enotecas francesas, e a segunda na América Latina, de domínio público.
O acervo do museu também guarda peças e equipamentos usados no período inicial da industrialização do vinho.